# Гамильтон, Томас, 1-й граф Хаддингтон
Томас Гамильтон, 1-й граф Хаддингтон (англ. Thomas Hamilton, 1st Earl of Haddington; 1563 — 29 мая 1637) — шотландский администратор, лорд-адвокат, судья и лорд-лейтенант Ист-Лотиана.

## Происхождение
Родился в 1563 году. Старший сын Томаса Гамильтона из Пристилда (1535—1611), судьи сессионного суда как лорд Престонфилд, от его первой жены Элизабет Гериот, дочери Джеймса Гериота из Трабруна, Хаддингтоншир. Его младшим братом был Эндрю Гамильтон, лорд Редхаус (1565—1634).
Томас получил образование в Эдинбургской средней школе и в Парижском университете. Он стал известен как Томас Гамильтон из Драмкарни.

## Карьера
В 1587 году он был принят в адвокаты, в 1592 году — в лорды сессионного суда, в 1596 году назначен лордом-адвокатом. 22 ноября 1596 года король Яков VI приказал ему судить Джонет Гарви на выездной сессии суда за колдовство. С 1612 года он был лордом-клерком-регистром, а в 1616 году стал лордом-председателем сессионного суда.

### Администратор
Томас Гамильтон был в очень дружеских отношениях с королем Яковом VI, его юридические таланты были полезны королю. В июле 1593 года он был назначен в совет по управлению поместьями и финансами Анны Датской. Он был одним из восьми человек, называемых Октавианами, которые были назначены управлять финансами Шотландии. Широко известный как способный администратор, Гамильтон получил большую долю в управлении Шотландией, когда Яков переехал в Лондон в 1603 году.

### Анна Датская и принц Генри
Томас Гамильтон присутствовал в замке Стерлинг 10 мая 1603 года, когда Анна Датская спорила с Марией Стюарт, графиней Мар, и Джоном Эрскином, мастером Мара, чтобы получить опеку над своим старшим сыном, принцем Генри . Он написал отчет об этом инциденте. Анна Датская, по словам Гамильтона, сказала леди Пейсли и ее врачу Мартину Шёнеру, что она выпила «бальзамическую воду» . Граф Монтроз, лорд-канцлер Шотландии, приложил усилия, чтобы успокоить спор и помочь Анне Датской отправиться в Англию в июне.

### Серебряный рудник в Хилдерстоне
В 1606 году на земле Гамильтона в Хильдерстоне около Батгейта было найдено месторождение серебра. Некоторое время Гамильтон работал на руднике, наняв английского горнодобывающего предпринимателя Бевиса Балмера. Гамильтон был назначен «Мастером металлов» в Шотландии в марте 1607 года. Балмер покинул работы в августе 1608 года. Распад их партнерства был резким. В январе 1608 года король Яков VI решил заявить права на рудник для себя . Гамильтон получил компенсацию за свою потерю от короля к маю 1608 года, примерно в то время, когда родилась его дочь Энн Гамильтон, согласно письму леди Джейн Драммонд.

### Лорд-клерк-регистр
В 1612 году Томас Гамильтон был назначен лордом-клерком-регистратором в Тайном совете, чтобы сменить Джона Скина. После смерти Якова VI граф оставил свои должности, но служил Карлу I в качестве хранителя Малой печати Шотландии. Друзья называли Томаса «Тэм из Каугейта», его резиденция в Эдинбурге находилась на этой улице.

### Петиция 1617 года
Король Яков I прибыл в Шотландию в 1617 году. Энн Кер, жена Джона Элфинстоуна, 2-го лорда Балмерино, описала, как её сестра, Джулиан Кер, леди Биннинг, представила петицию от имени Роберта Карра, 1-го графа Сомерсета, королю в Холирудском дворце. Жена Гамильтона была сестрой Сомерсета. Просители, шотландские союзники Сомерсета, включая Гамильтона, преклонили колени в тайной галерее, пока леди Биннинг передавала петицию королю. Затем Гамильтон обсудил петицию с королем, но это не привело к освобождению графа.

### Пэрства
19 ноября 1613 года Томас Гамильтон был создан лордом парламента как лорд Биннинг. Кроме того, 20 марта 1619 года для него был создан титулы 1-го графа Мелроуза и 1-го лорда Байреса и Биннинга. После смерти 1-го и последнего виконта Хаддингтона (28 февраля 1626 года) король согласился обменять титул графа Мелроуз на титул графа Хаддингтона, с первоначальным приоритетом и остатком для наследников мужского пола, носящих фамилию и герб Гамильтон. В 1628 году граф Хаддингтон купил поместье Тайнингем за 200 000 мерков.
В 1624 году под именем Томаса Гамильтона, графа Мелроуза, он приобрел поместье Балгон-хаус к юго-востоку от Норт-Берика.

## Личная жизнь
Лорд Хаддингтон был женат трижды и овдовел трижды. Его первый брак был в 1588 году с Маргарет Бортвик (? — декабрь 1596), единственной дочерью Джеймса Бортвика из Ньюбайреса, от которой у него было две дочери:
- Леди Кристиан Гамильтон (1588/1594 — 22 января 1645/1646), 1-й муж с 1610 года Роберт Линдси, 9-й лорд Линдси из Байрса; 2-й муж с 1617 года Роберт Бойд, 7-й лорд Бойд из Килмарнока.
- Леди Изабель Гамильтон (18 февраля 1595/1596 — 1665), она вышла замуж в 1610 году за Джеймса Огилви, 1-й граф Эйрли.

После её смерти Томас Гамильтон вторично женился на Маргарет Фулис (? — 31 мая 1609) в 1597 году. Она была дочерью Джеймса Фулиса из Колинтона и сестрой финансиста Томаса Фулиса. Приданое составляло 9000 мерков. Дети от второго брака:
- Леди Маргарет Гамильтон (5 апреля 1598 — август 1652), 1-й муж с 1613 года Дэвид Карнеги, лорд Карнеги (? — 1633); 2-й муж с 1646/1647 года Джеймс Джонстон, 1-й граф Хартфелл (1602—1653).
- Томас Гамильтон, 2-й граф Хаддингтон (25 мая 1600 — 30 августа 1640), женившийся на Кэтрин Эрскин, дочери Марии Стюарт, графини Мар. Он был убит в замке Дангласс в результате взрыва 30 августа 1640 года.
- Достопочтенный сэр Джеймс Гамильтон (1601—1666)
- Достопочтенный сэр Джон Гамильтон (3 ноября 1605—1638), женившийся на Марджори Кэмпбелл и леди Кэтрин Пиблз
- Леди Хелен Гамильтон (род. 16 мая 1599, умерла в детстве)
- Леди Джин Гамильтон (5 февраля 1607 — 15 декабря 1642), в 1622 году вышедшая замуж за Джона Кеннеди, 6-го графа Кассилиса (? — 1668).
- Леди Энн Гамильтон (род. 24 апреля 1608, умерла в детстве).

3 сентября 1613 года его третьей женой стала Джулиан, леди Хьюм (урожденной Кер) (? — 1637), дочь сэра Томаса Кера из Фернихерста и вдова сэра Патрика Хьюма из Полварта, от брака с которой у него был еще один сын:
- Достопочтенный Роберт Гамильтон (14 мая 1614 — 30 августа 1640), который никогда не был женат; он погиб при взрыве в замке Дангласс.

Лорд Хаддингтон скончался 29 мая 1637 года, и титулы ему унаследовал его старший сын Томас.